# Intézmény
Az intézmény fogalma meglehetősen sokértelmű, általában a társadalomtudományi és a szociológiai irodalomban. A különböző értelmezések főleg a tipikus szociológiai szemléletmódokhoz kapcsolódnak. Jelentheti elvárások, illetve szabályok sajátos rendszerét; a viselkedés megfigyelhető szabályszerűségét, a kölcsönhatások rendszerességét; beállítottságok, értelmezési hajlandóságok valószínűségét. Az intézmény jelenthet továbbá valamilyen csoportot vagy szervezetet, végül pedig jelentheti a társadalom valamely szféráját vagy alrendszerét is.
Az intézmények szűkebb értelemben (institúciók): közösségi célra alakult társadalmi, vagy állami szervezetek.
Az intézmények (a szocializáció, a szabályok és értékek interiorizálása révén) jelentős mértékben meghatározzák a bennük részt vevő egyének cselekvését, de még identitását és gondolkodását is. Ezáltal az intézmények jelentős mértékben felszabadítják az egyéneket a helyzetdefiníció terhe alól, segítik eligazodásukat a világban és együttműködésüket más egyénekkel, ugyanakkor korlátozzák szabadságukat és szabályozzák cselekvéseiket is. Az intézmények társadalmi szabályozó szerepe azonban sosem mindenre kiterjedő, még az ún. totális intézményekben (börtön, elmegyógyintézet) sem.
Jelentése továbbá, a társadalomban kialakult rendszer, szokás, forma (pl. házasság intézménye).

## Intézmények működése, funkciói
Az intézmények működését, illetve funkcióit alapvetően meghatározza, hogy kik hozzák létre a szabályokat, és végső soron kik ellenőrzik az intézményes szabályok tényleges érvényesülését. A külső fedezetű intézmény fedezetével az intézményes szabályok érvényességi körén kívüli egyén vagy csoport rendelkezik. A belső fedezetű intézmény fedezetével viszont az intézményes szabályok érvényességi körébe tartozó egyének, illetve csoportok együttesen rendelkeznek.
A felemás fedezetű intézmény az, amikor az egyoldalúan belső és külső fedezetű intézmény az intézményes szabályok érvényességi körébe eső egyik fél szempontjából belső fedezetű, a másik fél szempontjából viszont külső fedezetű intézmény. Ha részletesebben vizsgáljuk, az olyan intézmény vagy intézményrendszer, amelynek a fedezetével az érvényességi körébe eső egyéneknek egy szűk köre rendelkezik, és az adott intézmény vagy intézményrendszer az érvényességi körébe eső egyének túlnyomó többségétől függetlenül létezik, akkor elkülöníthetjük egyrészt azt a viszonylag szűk vezetői (és tulajdonosi) kört, amelynek a szempontjából az adott intézményrendszer belső fedezetű, másrészt – a például vállalatnak – az említett vezetőkön kívüli alkalmazottait, akikre vonatkoztatva az adott intézményrendszer külső fedezetű.

### Intézmények formái
A közösségileg megerősített eljárások és formák – a közösségen belüli viszonyok és érdekek kifejezésére – a következők:
- szervezetek
- csoportok
- társadalmi (többé, kevésbé tartós) gyakorlatok.[5]

A köznyelvi szóhasználatban keveredik az intézmény és a szervezet fogalma. A különbség köztük az, hogy az intézmény maga a szabály vagy szabályegyüttes, a szervezet pedig különböző szereplők rendezett és szabályok által irányított együttese.

## Jogi, formális és nem formális intézmények[1]
A jogi és a jogszerű intézmények. A modern társadalom legjelentősebb intézményrendszere a jog, és legjelentősebb intézményei a jogi intézmények. A jogi intézmények intézményes szabályai egy adott térbeli területen élő vagy tartózkodó egyének körében, vagy ezen egyének szűkebb köreiben érvényesek. Ez a térbeli terület korunkban rendszerint egy nemzetállam vagy ország területét jelenti, s a jogi intézmények érvényességi körei általában az adott állam polgárainak részben az egészére, részben az állampolgárok bizonyos köreire terjednek ki, de bizonyos intézmények érvényességi körei az adott térbeli területen tartózkodó más egyénekre is kiterjedhetnek. A modern társadalmakban többnyire tulajdonképpen a parlament, részben a kormány és – ha van ilyen testület – az alkotmánybíróság tagjai alkotják az egyéneknek azt a körét, akik kialakítják a jogi intézményeket, és akik alapvetően rendelkeznek azok kialakításáról és cselekvési eszközével – amelyet az intézményes szabályok érvényesítésében végső szankcióként felhasználnak.
A jogi szabályoktól és intézményektől megkülönböztethetjük a ‘jogszerű szabályokat és intézményeket’, amelyek önmagukban nem jogszabályok, illetve nem jogi intézmények, de ilyen intézmények által meghatározott keretek között jöhetnek létre, amelyek kialakításának és fenntartásának a képességével adott egyéneket közvetlenül, vagy más jogszerű szabályok és intézmények közvetítésével jogi intézmények ruháznak fel, és amelyek normatíve megfelelnek a jogi intézmények általánosabb szabályainak. Például a vállalatok, a pártok, a szakszervezetek, az önkormányzatok olyan szabályai, szabályzatai, amelyeket a vállalat vezetői, a pártok vagy szakszervezetek tagjai, illetve vezetői, az önkormányzatok képviselő testületei alakítanak ki az adott szervezetek tagjaira, esetleg másokra is érvényesnek tekintve. A jogi és a jogszerű szabályokat és intézményeket ‘formális szabályoknak és intézményeknek’ is nevezhetjük.
A szabályok, és a szabályok rendszereiként értelmezett intézmények széles körben használatos tipizálásához különbséget tehetünk a formális és a nem formális szabályok és intézmények között. A formális szabályoknak nem csupán az írásban is rögzített szabályokat tekinthetjük, de az írásban nem rögzített formális szabályok visszavezethetők az írásban rögzített szabályokra. Ezen kívül a jogszabályok és azok a szabályok, amelyek a jogszabályokhoz kapcsolódva rendelkeznek azzal a végső fedezettel, hogy érvényességük fenntartásában vagy helyreállításában az adott szabályok fedezetével közvetlenül rendelkező egyének szükség esetén támaszkodhatnak az állami szervezetek, illetve e szervezetek képviselői által központosítva és kizárólagosan alkalmazható testi kényszerítésre.
A  nem formális szabályok viszont olyan szabályok, amelyeket egyrészt adott egyének vagy csoportok nem az írásban is rögzített szabályrendszer által meghatározott hatáskörükben hoztak létre, vagy amelyek ily módon jöttek létre, de nem értelmezhetőek az előbbi szabályrendszer általánosabb szabályainak a konkretizálásaiként. Másrészt e szabályok fedezetének nem képezi az alkotórészét az állami szervezetek, illetve e szervezetek képviselői által központosítva és kizárólagosan alkalmazható testi kényszerítés.
A valóságban általában az alapvetően formális intézményekben is egymással szorosan összefonódva léteznek a formális és a nem formális szabályok.

## Intézményesítés
Az intézményszerűvé tétel, ez általi rendszeresítés. A kapitalizmus és a szocializmus közti választás például a modern technológiának a termelőfolyamatban megvalósuló két különböző intézményesítési módjára vonatkozik. A gazdaság is egy intézményesített folyamat, ami – gazdasági és gazdaságon kívüli – intézményekbe ágyazódik és szövődik bele. A gazdaságon kívüli intézmények bevonása létfontosságú, mert a vallás vagy a kormányzat éppoly fontosak lehetnek a gazdaság struktúrája és működése szempontjából, mint a monetáris intézmények, vagy maguknak a munka terheit megkönnyítő gépeknek és szerszámoknak a jelenléte.

### Folyamata
Egyfelől a magatartási mintát képviselő személyek szerepköreinek és státuszainak kialakulása, másfelől a magatartásmintával kapcsolatos várakozásoknak az érintettek tudatában való meggyökeresedése. A modern társadalmakban az intézményesülés a legtöbb esetben csak az állam segítségével ölthet alakot, hiszen csak az állam rendelkezik bíróságokkal, jogi hatalommal, amelyek büntetések és más szankciók révén alakítják a polgárok viselkedését – állítják a szociológusok.

## Intézményrendszerek
A politikai, társadalmi stb. élet intézményeinek valamely közös funkció alapján összetartozó csoportjai, összehangolt rendszerei.